# 마쓰다이라 나가요시

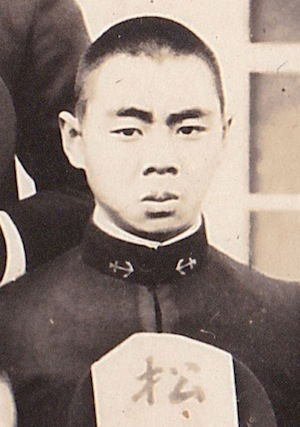
어린 시절의 나가요시

마쓰다이라 나가요시(松平永芳)는 일본 제국의 해군군인(소령), 일본의 육상자위관(대령), 신관이다. 야스쿠니 신사 제6대 궁사 시절(1978년 ~ 1992년)에 A급 전범들이 야스쿠니 신사에 합사되었고 알려져있다.
도쿄부 태생으로 조부는 대장경 마쓰다이라 슌가쿠, 아버지는 궁내대신 마쓰다이라 요시타미 자작이다. 부인 미쓰코(充子)는 해군 중장 다이고 다다시게 후작의 둘째 딸이다. 식물학자 도쿠가와 요시치카 후작(오와리 도쿠가와 가 당주)은 나가요시의 숙부이다.
| 전임 쓰쿠바 후지마로 | 야스쿠니 신사 궁사 1978년 ~ 1992년 | 후임 오노 도시야스 |